# 拉波索尼耶尔城堡

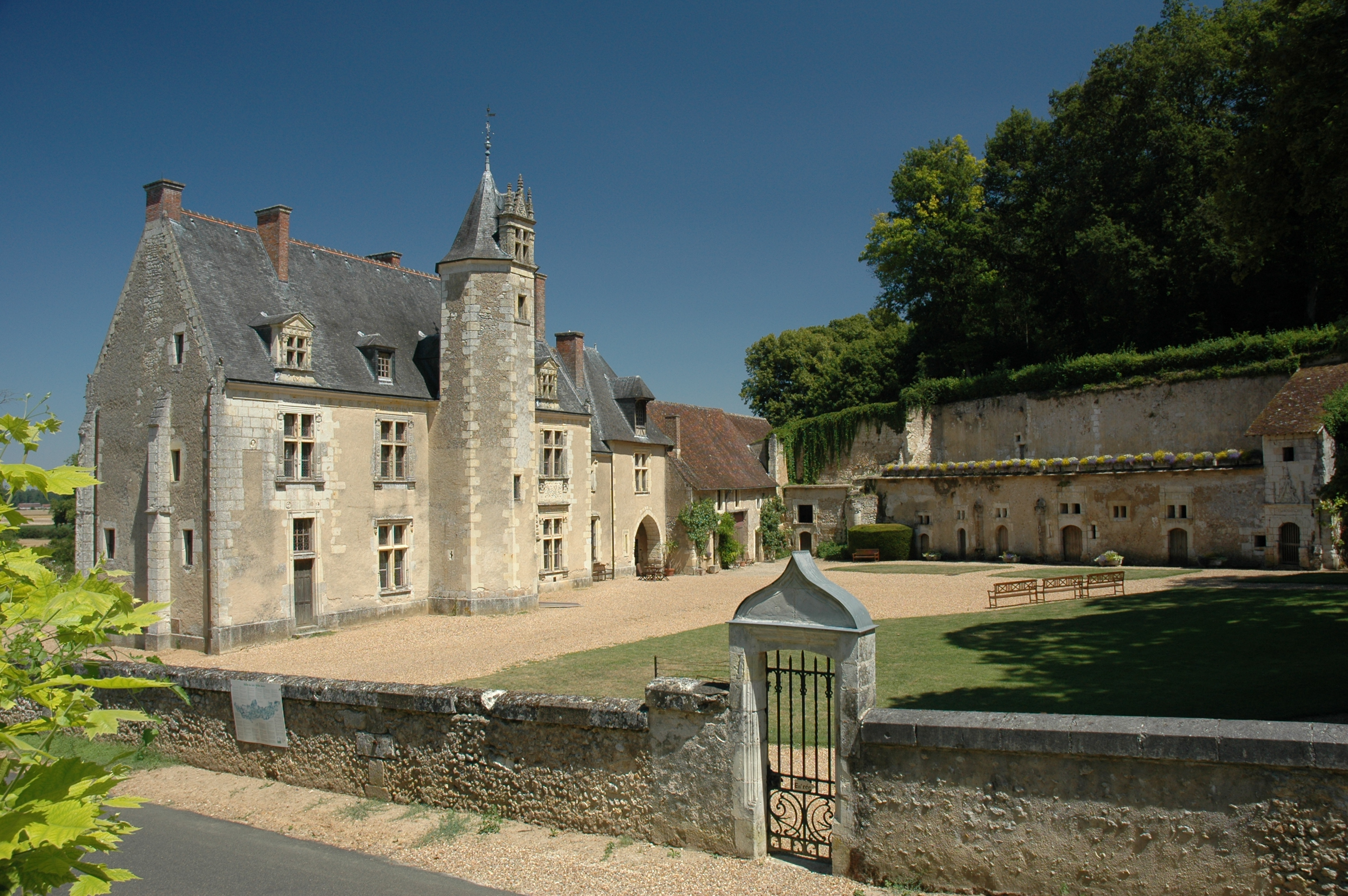

拉波索尼耶尔城堡（Château de la Possonnière）是一座16世纪法国城堡及花园，意大利文艺复兴风格，位于中央-卢瓦尔河谷大区卢瓦-谢尔省旺多姆区市镇瓦莱德龙萨。1524年9月1日，诗人皮埃尔·德·龙萨（1524-1585）在此出生。1862年列为法国历史遗迹。